# United States Marine Forces Europe and Africa

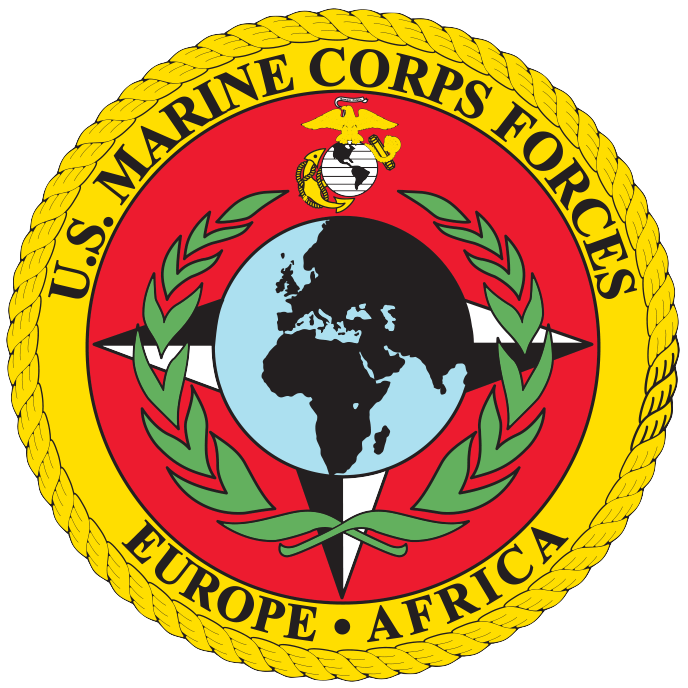
Sigill för MARFOREUR/AF.

United States Marine Forces Europe and Africa (förkortning: MARFOREUR/AF) är försvarsgrenskomponenten till United States European Command och United States Africa Command från USA:s marinkår.
Högkvarteret är beläget på Panzer Kaserne i Böblingen utanför Stuttgart i förbundslandet Baden-Württemberg i södra Tyskland.

## Bakgrund
Fram till 1980 hade marinkårens verksamhet i Europa varit underordnad United States Naval Forces Europe, dvs flottans försvarsgrenskommando till U.S. European Command, men därefter bildades Fleet Marine Force, Europe som även det hade sitt högkvarter i London. 1993 flyttade kommandot till dess nuvarande lokalisering i Tyskland. 1994 ändrades namnet till United States Marine Corps Forces, Europe. I augusti 2015 fick det sitt nuvarande namn.

## Verksamhet

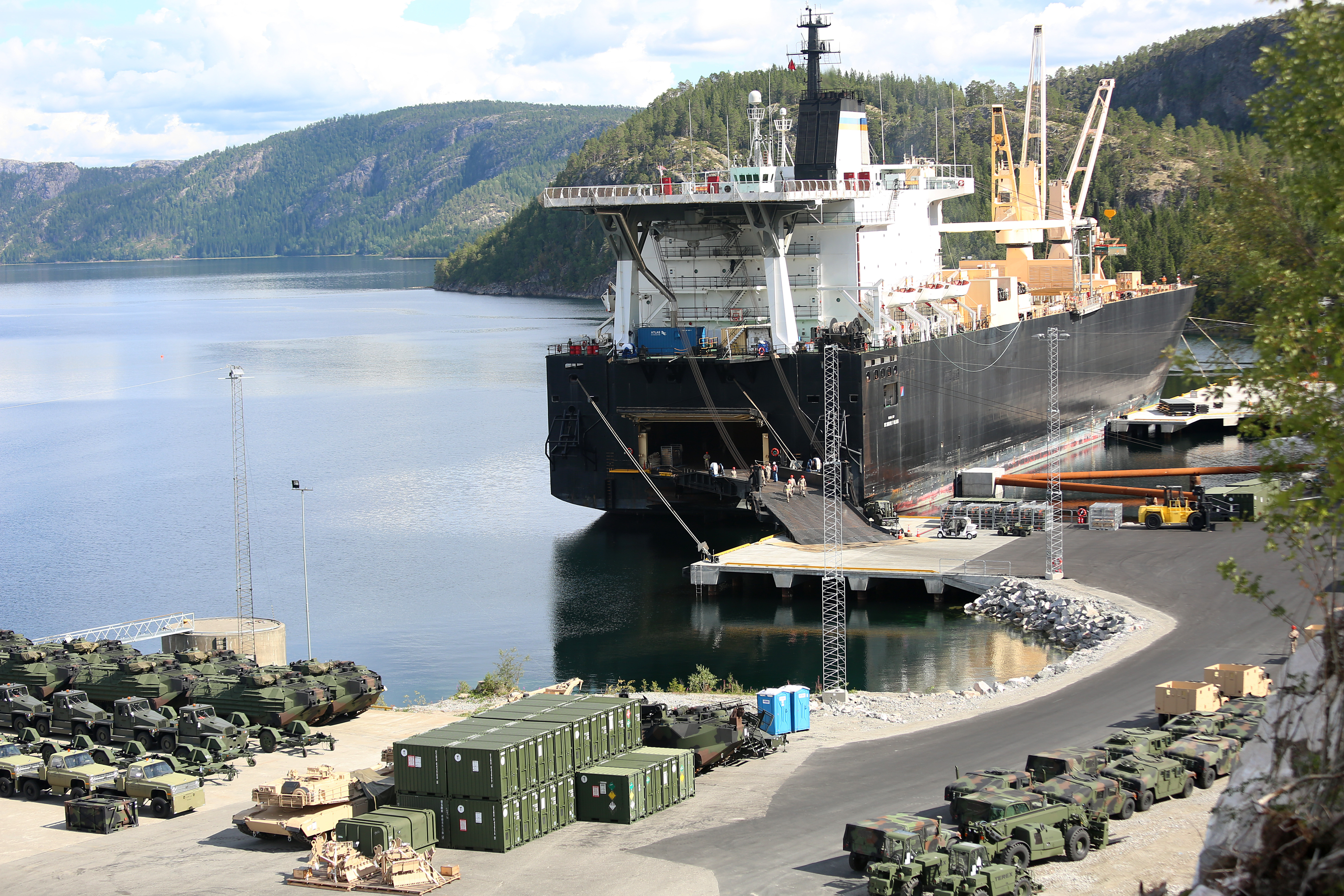
Fartyg från Military Sealift Command lastar av materiel från USA i Norge för lagring, 2014.

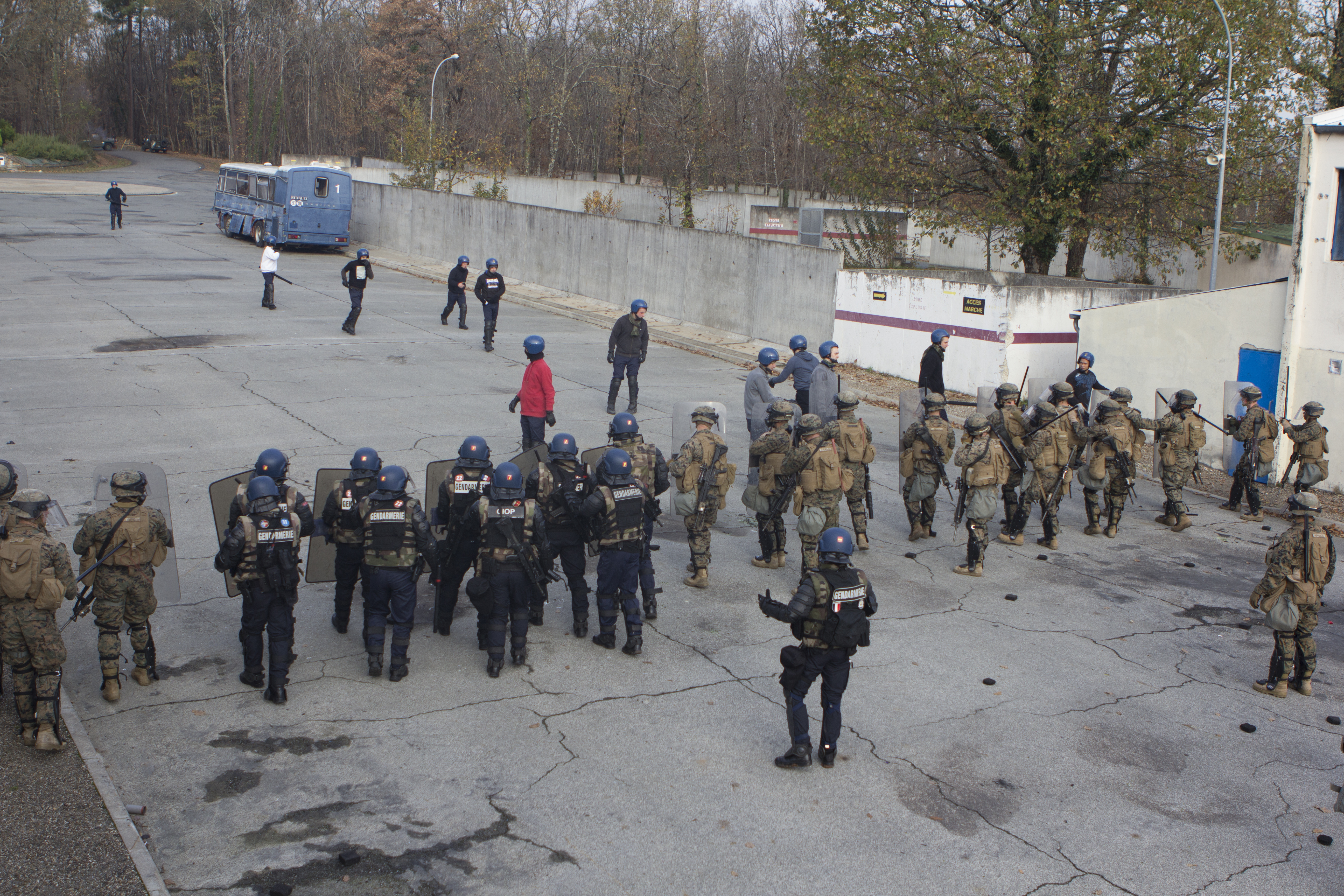
Amerikanska marinsoldater övar kravalltaktik tillsammans med franska gendarmer.

MARFOREUR/AF har cirka 1500 marinsoldater permanent stationerade inom sitt område (dvs Europa och Afrika) varav ungefär 300 vid högkvarteret i Tyskland. Vid behov tilldelas MARFOREUR/AF ytterligare förband stationerade vid USA:s östkust från II Marine Expeditionary Force. Det finns dock några enheter på plats:
- Från 1981 finns förhandslagring av materiel i bergrum för stridande förband i Trøndelag i Norge (engelska: Marine Corps Prepositioning Program-Norway). Syftet är att snabbt kunna förstärka Natos norra flank  vid försämrat säkerhetsläge. Från 2017 finns under delar av året en marinkårsbataljon i Trondheim för att öva vinterkrigföring tillsammans med Norges armé.[3]
- Sedan 2010 finns Black Sea Rotational Force på roterande basis 6 månaders basis i Rumänien för att bidra till säkerhetssituationen i kring Svarta havet. Från 2015 är styrkan där på helårsbasis.[2]
- Special Purpose Marine Air-Ground Task Force – Crisis Response – Africa (SP-MAGTF-CR-AF) är en snabbinsatsstyrka baserad vid Morón Air Base i Spanien på 850 marinsoldater vars syfte är att kunna bidra till evakueringar och katastrofhjälp i främst Afrika. Styrkan tillkom i kölvattnet efter attacken mot USA:s konsulat i Benghazi i Libyen 2012.[4]